# Oeuvre Suisse en Belgique
Het Oeuvre Suisse en Belgique, afgekort als OSB en soms ook foutief Oeuvre Suisse Belge genoemd, was een Zwitserse organisatie die als doel had fondsen ter beschikking te stellen voor de wederopbouw van huizen in België die vernietigd waren tijdens de Eerste Wereldoorlog. Het OSB was een initiatief van de Zwitserse architect Eugen Probst. Tussen 1916 en 1920 droeg deze maatschappij bij aan de heropbouw van woningen in heel wat steden en gemeenten in België.

## Achtergrond

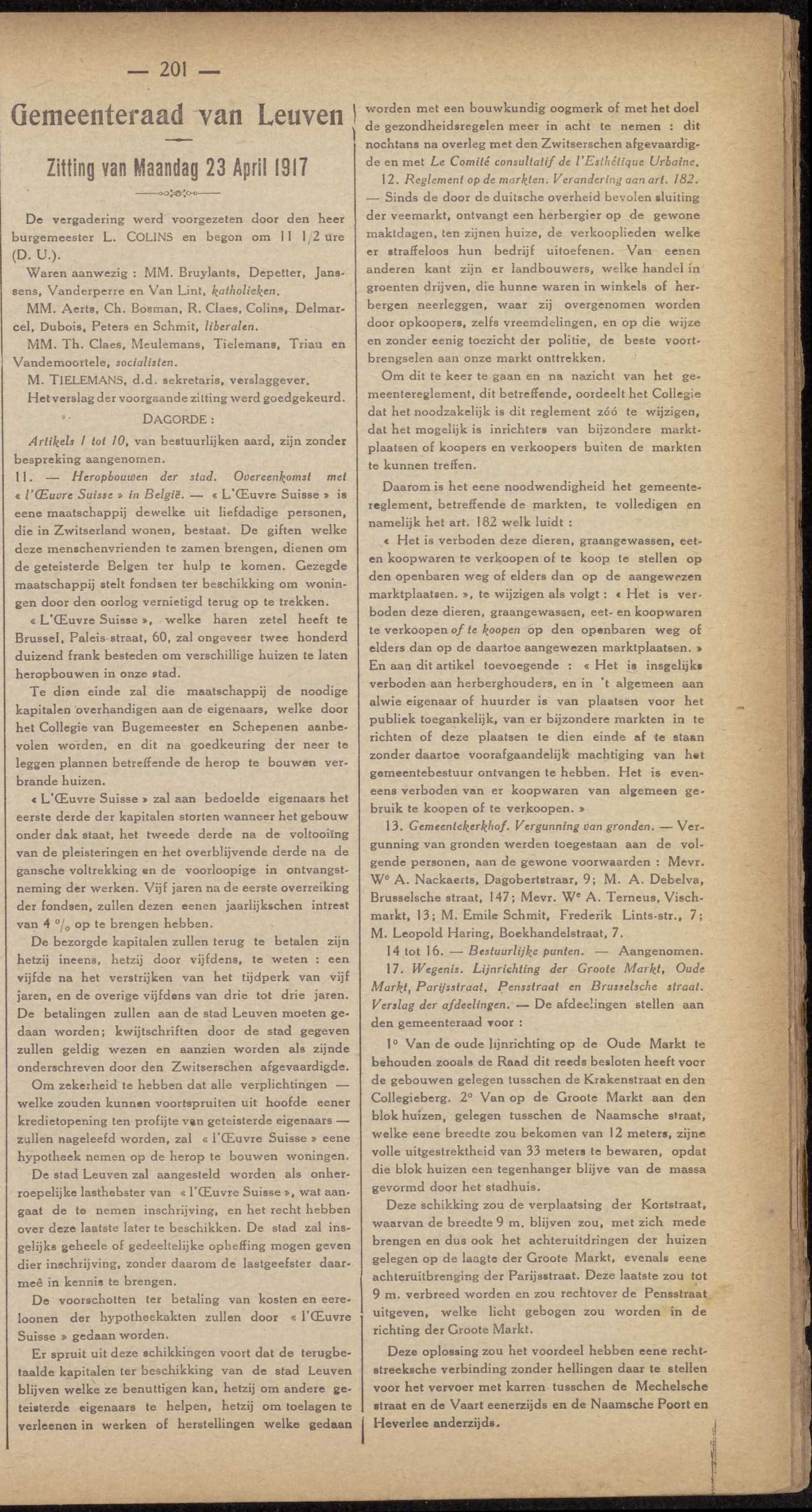
Stuk verslag van de gemeenteraad van Leuven van 23 april 1917 over het OSB.

Tijdens de Eerste Wereldoorlog bleef Zwitserland neutraal. Deze oorlog versterkte wel de banden tussen Zwitserland en België: Zwitserland nam de zorg op zich voor een 2000-tal Belgische kinderen, 4500 gewonde soldaten en 6000 vluchtelingen. Op initiatief van de Zwitserse architect Eugen Probst werd in 1916 een comité opgericht om fondsen te verwerven van rijke Zwitsers en andere donateurs om daarmee de wederopbouw van door de oorlog verwoeste woningen te ondersteunen. Het comité betaalde de helft van de heropbouwkosten. Voor de andere helft gaf het een renteloze lening. In totaal werd voor 500.000 Zwitserse frank steun gegeven. De gemeenteraad van 23 april 1917 te Leuven vermeldde evenwel een andere financiële regeling, waarbij sprake was van terugbetaling van de kapitalen. Voor de stad Leuven alleen zou 200.000 frank beschikbaar gesteld worden.
Het OSB was gevestigd in Bern, maar had ook een zetel in de Paleisstraat te Brussel. Zes vooraanstaande Zwitsers vormden het vaste team van het OSB: de voorzitter was Ludwig Rudolf De Salis (professor aan de Universiteit van Bern), Georges de Montenach, Armand Piguet, John Syz, Oscar Wettenstein en Eugen Probst. Probst was zelf zeer actief betrokken bij de activiteiten van het OSB. Voor de opstart hiervan had hij België reeds verschillende keren bezocht tijdens de Eerste Wereldoorlog en hij steunde de Duitse heropbouwplannen voor België. Verschillende landen wilden helpen bij de heropbouw van België. De Verenigde Staten en Zweden kregen hiervoor geen toestemming van de Duitsers, in tegenstelling tot het OSB.

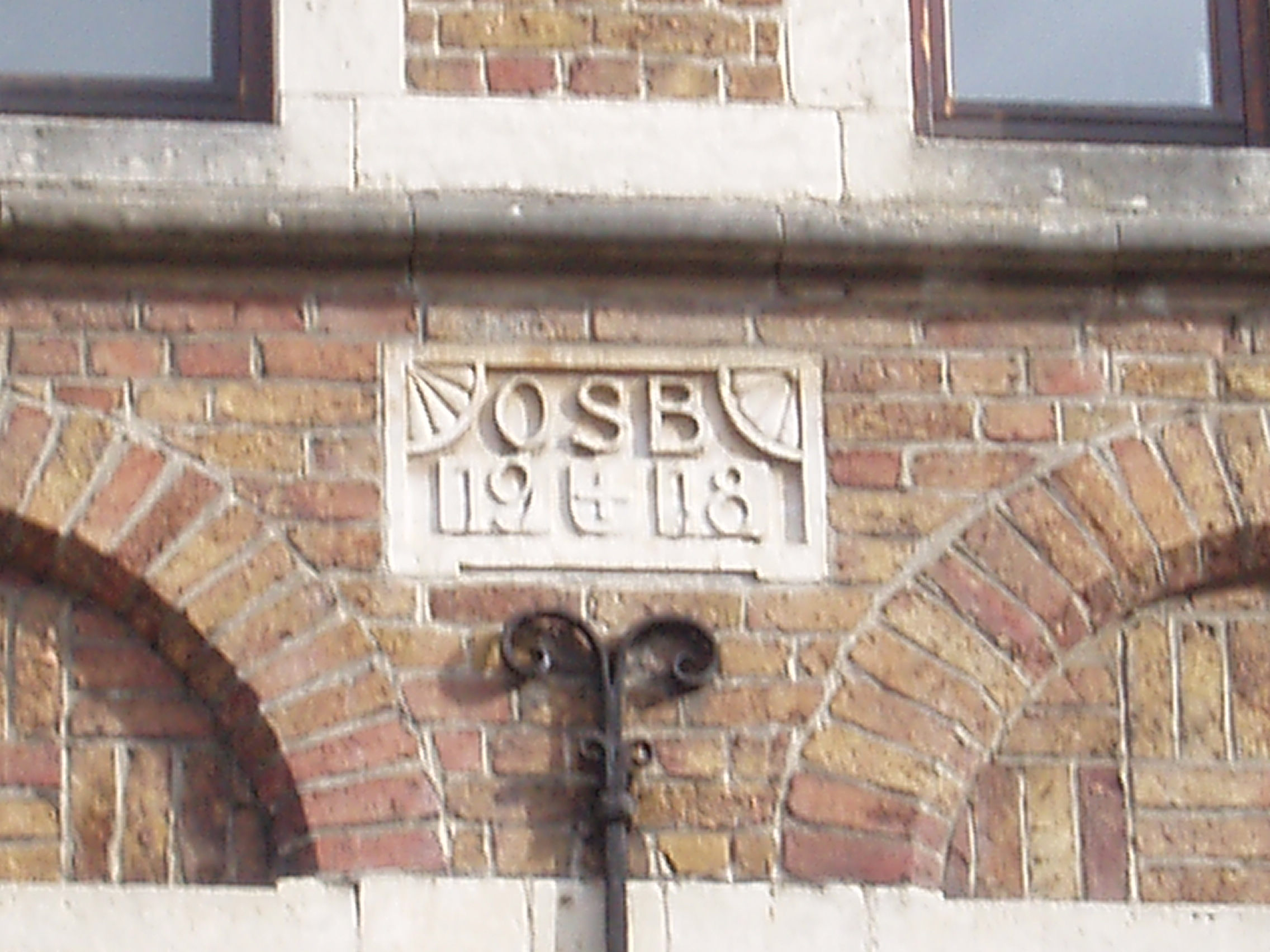
Typische OSB-steen in de gevel van een huis (hier Nieuwstraat 8 te Tienen).

Het OSB-initiatief werd positief vermeld in de Duitse pers uit die tijd. Johannes Schüller vermeldde het onder meer in zijn boekje "Neue Kleinhäuser in Belgien" (1918). Maar ook in het buitenland kreeg het initiatief aandacht. Zo vermeldde The Courier-Journal, een krant uit het Amerikaanse Louisville, het OSB in haar editie van 1 november 1918.
Het OSB begon reeds in 1916 met de heropbouw van woningen, dus nog tijdens de oorlog. Het beëindigde zijn initiatieven in 1920. De heropgebouwde woningen kregen meestal in de voorgevel een steen ingebouwd met de letters "OSB" en een Zwitsers schildje.
Intussen staan heel wat OSB-woningen op de Inventaris van het Bouwkundig Erfgoed. De meeste zijn evenwel niet beschermd als monument, waardoor ze kunnen verbouwd of afgebroken worden.

## Heropbouw
Ook de Duitsers lieten zelf reeds tijdens de Eerste Wereldoorlog woningen heropbouwen. Het initiatief van het OSB stond daar los van, maar er zijn wel overeenkomsten tussen de OSB-heropbouw en de heropbouw in opdracht van de Duitsers. Beide richtten zich vooral - maar niet exclusief - op de provincies Antwerpen en Brabant en daarbinnen veel op de meer landelijke gebieden. Een volledige inventaris van alle ondersteunde projecten is nog niet beschikbaar. Ook in Wallonië ondersteunde het OSB wederopbouwinitiatieven, doch de inventarisatie is nog minder ver gevorderd.
De stijl van de OSB-woningen is vrij regionalistisch en ging niet mee in het meer uitgesproken modernisme. In tegenstelling tot de Duitsers besteedde het OSB de opdrachten uit aan Belgische architecten en waren de fondsen ruimer, zodat met degelijker materiaal kon gewerkt worden. Onder meer Alfred Minner was een architect die enkele OSB-woningen ontwierp en een belangrijke rol speelde in de OSB-projecten.
Gebouwen die heropgebouwd werden met steun van het OSB waren gewone burgerwoningen, maar ook verschillende boerderijen.
In Mechelen werden in 1917 meerdere historische panden geïnspecteerd met het oog op heropbouw met steun van het OSB. Alfred Minner was hierbij betrokken. Het is evenwel onduidelijk in welke mate de wederopbouw effectief plaatsvond met steun van het OSB.
Te Lier werd in 1919 door de Vereniging van Belgische Steden en Gemeenten samen met het Oeuvre Suisse en Belgique een wederopbouwwedstrijd uitgeschreven voor architectuurplannen voor de heropbouw van een heel stadsdeel: de Vismarkt en het Messenstraatje (huidige Felix Timmermansplein). De wedstrijd werd onder meer bekendgemaakt in La Cité, een architectuurtijdschrift. In de jury zaten onder meer de burgemeester van Lier, Jozef Schellekens, en Alfred Minner namens het OSB. Er waren echter maar drie inzendingen voor deze wedstrijd. De beperkte geldprijs, de korte periode die men slechts had om de ontwerpen te maken en het gebrek aan zekerheid over de uitvoering van het winnende plan zouden hiervoor de verklaring zijn. Egide Van der Paal won de wedstrijd, doch zijn plan werd nooit uitgevoerd. Nog tijdens de wedstrijd had de stad Lier de rooilijnen voor de straten gewijzigd, waardoor de plannen onuitvoerbaar waren.

## Met steun van het OSB heropgebouwde gebouwen
| Gemeente                | Adres                       | Soort gebouw            | Jaar van restauratie | Architect                      | Toestand                                          | Foto |
| ----------------------- | --------------------------- | ----------------------- | -------------------- | ------------------------------ | ------------------------------------------------- | ---- |
| Aarschot                | Bogaardenstraat 26          | Rijhuis                 | 1918                 |                                |                                                   |      |
| Bornem                  | Oppuursesteenweg 5          | Hoeve                   | 1918                 |                                |                                                   |      |
| Bornem                  | ’t Hoogste 37               | Hoeve                   | 1917                 |                                |                                                   |      |
| Charleroi (Lodelinsart) | Chaussée de Bruxelles 147   | Rijhuis in winkelstraat | 1918                 |                                | Bewaard                                           |      |
| Geldenaken (Mélin)      | Rue du Rivage 80-82         | Gekoppelde woningen     | 1918                 |                                |                                                   |      |
| Grimbergen              | Wolvertemsesteenweg 310     | Alleenstaand huis       | 1917                 |                                | Afgebroken in 2017                                |      |
| Grimbergen              | Wolvertemsesteenweg 327-329 | Gekoppelde woningen     |                      |                                | Bewaard                                           |      |
| Grimbergen (Humbeek)    | Kruisstraat 79              | Hoeve                   | 1919                 |                                | Bewaard                                           |      |
| Grimbergen (Humbeek)    | Kruisstraat 90              | Hoeve                   | 1918                 | Alfred Minner                  | Bewaard                                           |      |
| Leuven                  | Brusselsestraat 14          | Rijhuis in winkelstraat | 1920                 | A. Devos                       | Bewaard                                           |      |
| Leuven                  | Justus Lipsiusstraat 73     | Rijhuis                 | 1917                 | Devos                          | Bewaard                                           |      |
| Leuven                  | Minckelersstraat 18         | Rijhuis                 | 1917                 | Georges Sterckx                | Bewaard                                           |      |
| Leuven                  | Minckelersstraat 20         | Rijhuis                 | 1917                 | Georges Sterckx                | Bewaard                                           |      |
| Leuven                  | Oude Markt 40               | Rijhuis                 | 1917                 | Louis Corthouts                | Bewaard, onderdeel van een beschermd stadsgezicht |      |
| Lier                    | Antwerpsestraat 53-55       | Rijhuis in winkelstraat | 1917                 | F. Flerackers                  | Bewaard                                           |      |
| Lier                    | Boomlaarstraat 29           | Rijhuis                 | 1917                 | Cornelius Sol                  | Bewaard                                           |      |
| Lier                    | Grote Markt 2               | Rijhuis in winkelstraat | 1917                 | F. Flerackers                  | Bewaard                                           |      |
| Lier                    | Lisperstraat 7              | Rijhuis in winkelstraat | 1917                 |                                | Bewaard                                           |      |
| Lier                    | Van Boeckellaan 13          | Rijhuis                 |                      | Cornelius Sol                  | Bewaard                                           |      |
| Mechelen                | Frederik de Merodestraat 57 | Rijhuis                 | 1919                 |                                | Bewaard, onderdeel van een beschermd stadsgezicht |      |
| Nijlen (Kessel)         | Liersesteenweg 18           | Rijhuis                 | 1920                 |                                | Bewaard                                           |      |
| Nijlen (Kessel)         | Gasthuisstraat 4            | Alleenstaand huis       | 1918                 |                                | Verbouwd of gesloopt                              |      |
| Roeselare               | Hugo Verrieststraat 52-54   | Gekoppelde woningen     | 1919                 | René Doom en Jerome Vermeersch | Bewaard                                           |      |
| Sint-Katelijne-Waver    | Muilshoek 41-43             | Hoeve                   | 1918                 |                                | Bewaard                                           |      |
| Tienen                  | Nieuwstraat 8               | Rijhuis in winkelstraat | 1918                 |                                |                                                   |      |
| Tienen (Hakendover)     | Sint-Truidensesteenweg 457  | Alleenstaand huis       | 1919                 |                                | Bewaard                                           |      |
| Tremelo                 | Werchtersebaan 22           | Alleenstaand huis       | 1917                 |                                | Bewaard                                           |      |
| Zemst (Eppegem)         | Rekelstraat 37              | Hoeve                   | 1918                 |                                | Beschermd                                         |      |
| Zemst (Weerde)          | Ketelstraat 1               | Hoeve                   | 1918                 |                                | Bewaard                                           |      |